# Eliseo Garza Aguilar
Eliseo Garza es un pintor de México, nacido en el Distrito Federal,el 25 de julio de 1955. 
Considerado entre los principales exponentes del arte provocador y reflexivo del Tercer Milenio, sus performances combinan la obra pictórica con el histrionismo teatral en busca de una respuesta crítica de los espectadores.

## Estudios
En la capital mexicana adelantó sus estudios básicos y muy pronto se relacionó con la flor y nata de los artistas, de los cuales fue asimilando las ideas estéticas que han marcado su trayectoria artística.

## Trayectoria artística
Su más reciente exposición individual en la CIGE de Beijing[China International Gallery Exposition 2009 ] estuvo acompañada por la performance más atrevidas que se han efectuado en la capital del  gigante asiático.
De él ha dicho la crítica internacional:
"Garza, por su parte, es la sal de la exposición cuando cada tarde, vestido en bañador y con una cresta de color rosado, se pone a jugar con flotadores y botellas de cerveza mexicana en uno de los rincones de la galería."
La CIGE, del 16 al 19 de abril de 2009, reunió a artistas iberoamericanos de México, España, Venezuela y Cuba, aunque predominaron los autores chinos y de países asiáticos como Japón, Corea del Sur, India o Filipinas.

## Obra pictórica
Su obra ha pasado por varias etapas, cada una con profundos análisis psicológicos. Las más recientes son derivadas de su fructífera estancia en China, en las cuales se nota una fuerte influencia de Edward Munch y de Francisco Toledo.
Las obras pictóricas de Garza Aguilar se encuentran dispersas en numerosas galerías y colecciones privadas de México, Europa y Asia.
Entre sus obras más destacadas se encuentran: Consagración de la primavera.

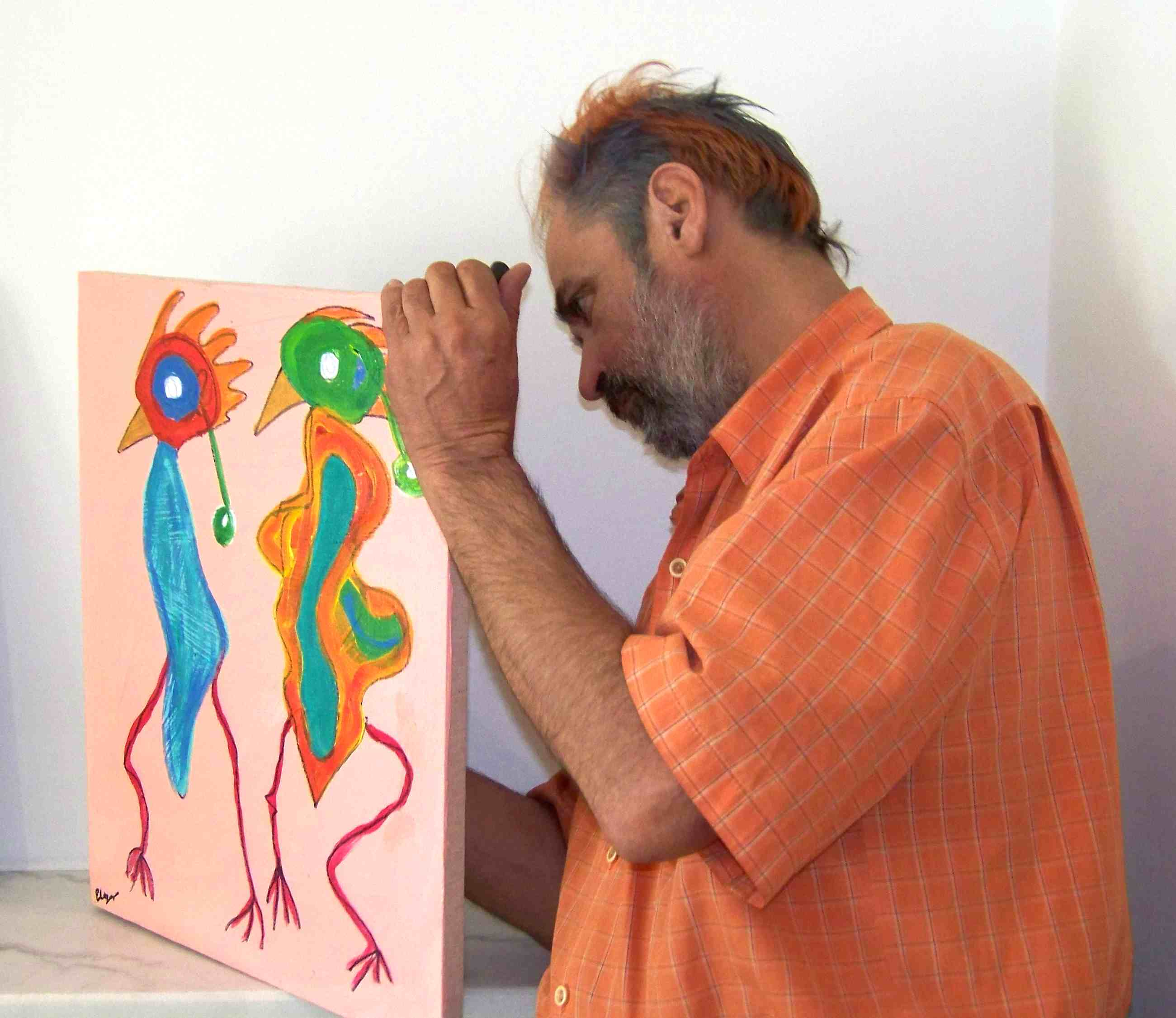
Eliseo Garza, con su cuadro Consagración de la primavera, en Beijing, China.

## Crítica
En la presentación de la obra de Eliseo Garza en China, el crítico Mateo Cote aborda la cuestión de los nombres de las pinturas de Garza Aguilar y el manejo de la proporción áurea y la geometría oculta en la obra de arte
El problema nominalista
... uno de los grandes problemas que enfrentan los críticos y galeristas a la hora de cotejar la obra de Garza Aguilar es la general ausencia de títulos. Referirse a una obra en particular es todo un ejercicio de imaginación y destreza lingüística para no tomar la obra equivocada.
Si la pintura es lo que es, entonces, ¿para qué decir lo que es? Que otros engañen diciendo que la obra es lo que no es", afirma el artista, haciendo suya la idea de Hans Hartung, quien consideraba que para sus abstracciones bastaba con ponerles la fecha.
Ya lo señaló Alain Bonfand, en Blitzbücher, refiriéndose a Hartung: 
"El mundo se expresa en la obra según una contigüidad y una instantaneidad con una violencia cierta, a veces suave, siempre exacta.La obra debe exhibir eso que se piensa o se experimenta. Sensación que es obvia y de la cual nos falta nombrar los modos. Eso que de ninguna manera se debe entender como dar títulos a los cuadros.no sugiere una relación entre la imagen y lo que es la imagen en el sentido clásico de la mímesis, pero para definir en el enunciado siguiente la imagen relacionada con lo que es la imagen:relación y secundariamente lo dado... las imágenes representan "fenómenos" pero no relacionan,no peden relacionar lo quer ellas representan, porque lo representado  en tanto que es fenómeno no se puede representar":.
La geometría oculta

## Galería

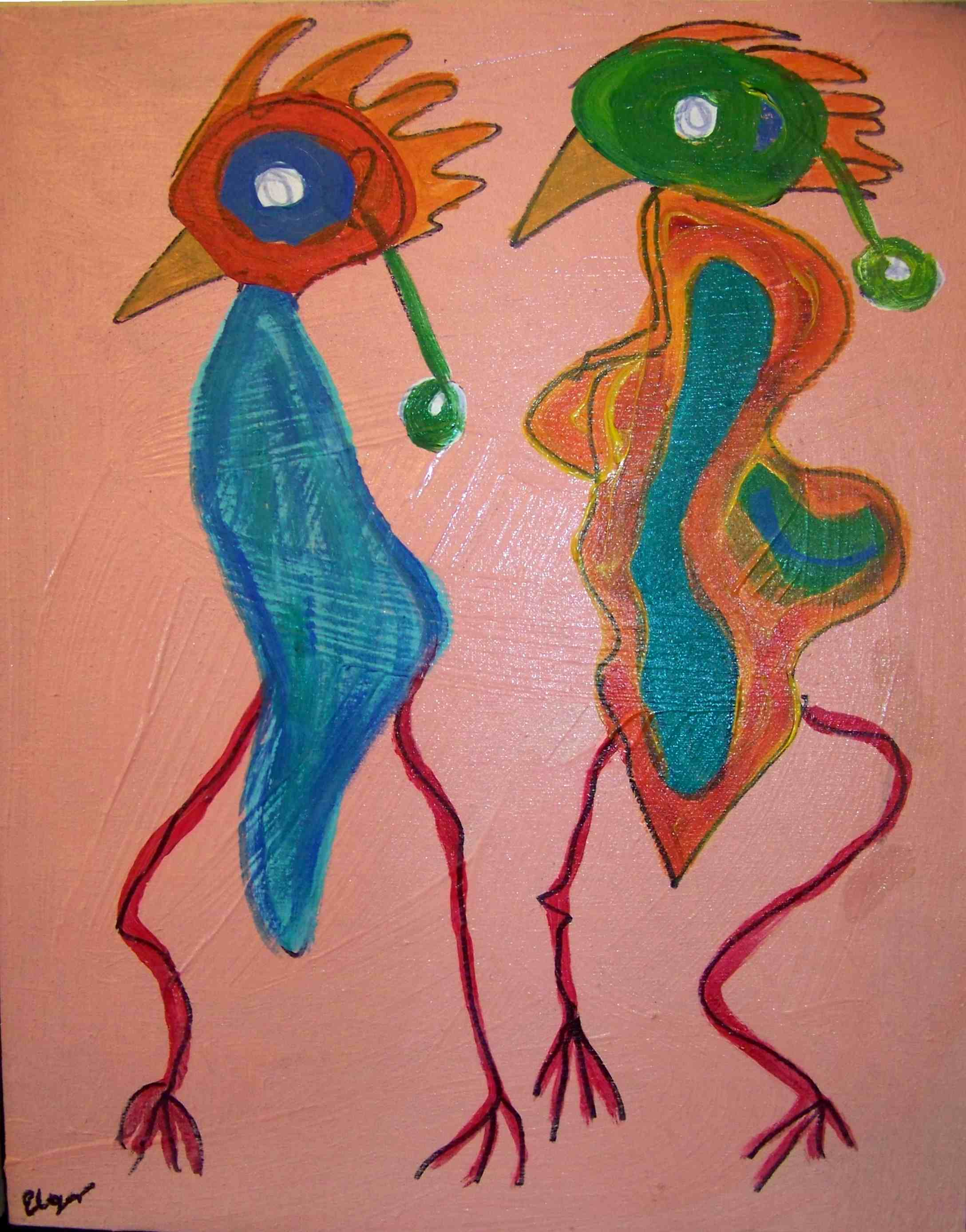
Eliseo Garza Aguilar (Elgar). La Consagración de la primavera. Acrílico sobre lienzo 2009. En la Colección Ortega Mancha, Washington D.C.
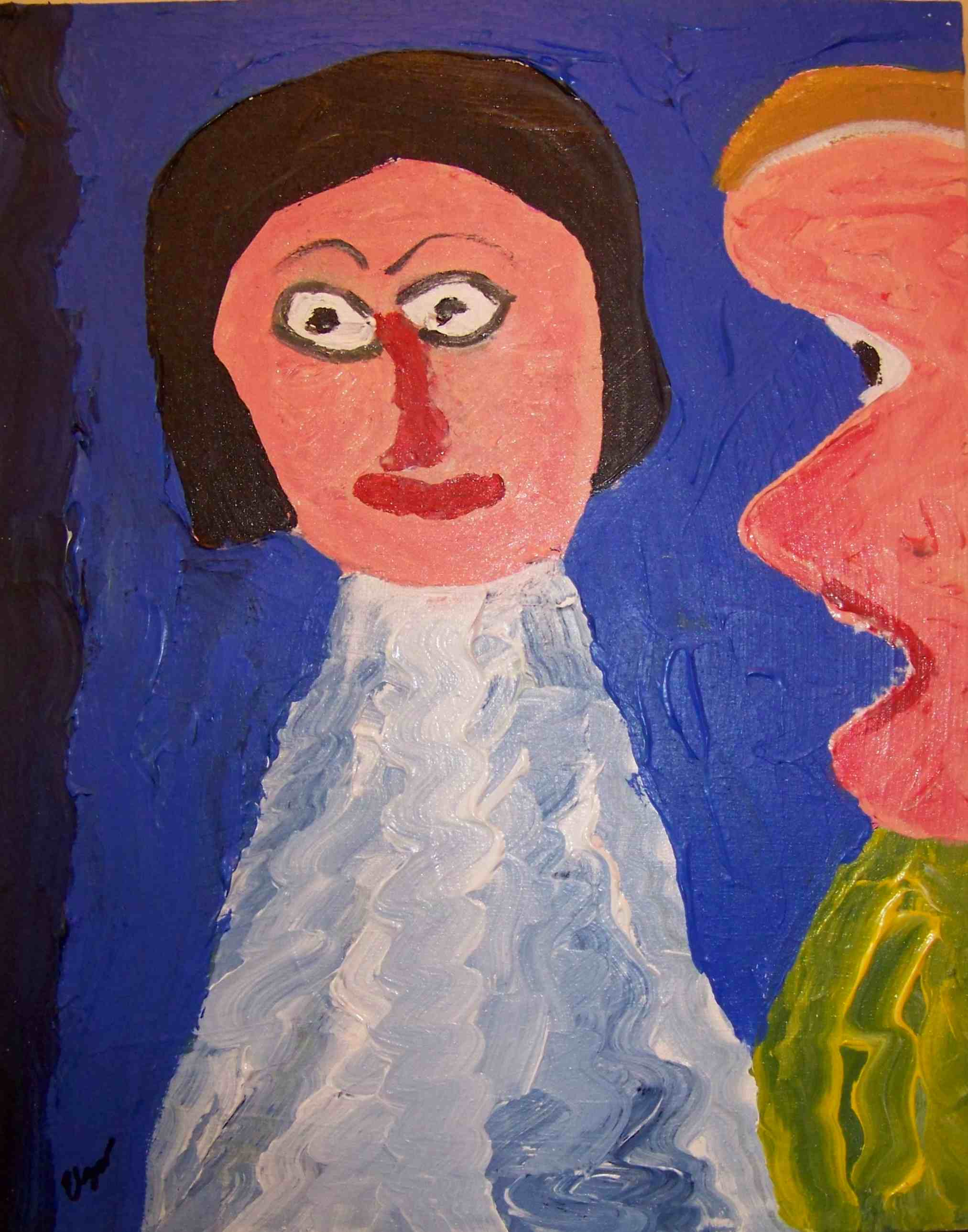
Eliseo Garza Aguilar (Elgar). Sin título. Acrílico sobre lienzo. 2009. En la Colección Ortega Mancha, Washington D.C.
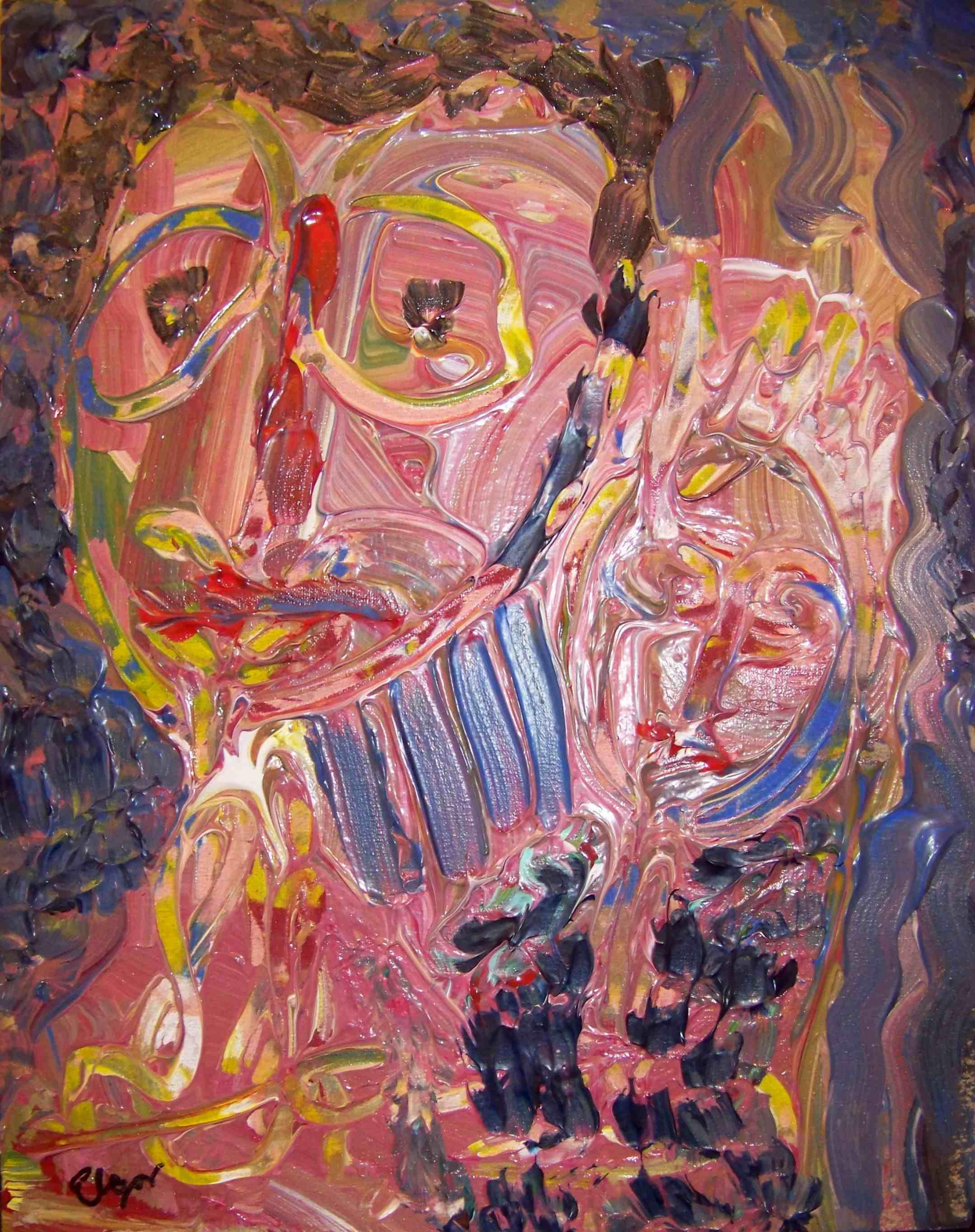
Eliseo Garza Aguilar (Elgar). Sin título. Acrílico sobre lienzo. 2009. En la Colección Mario Alberto Cuevas Rocha, Riad, Arabia Saudita.
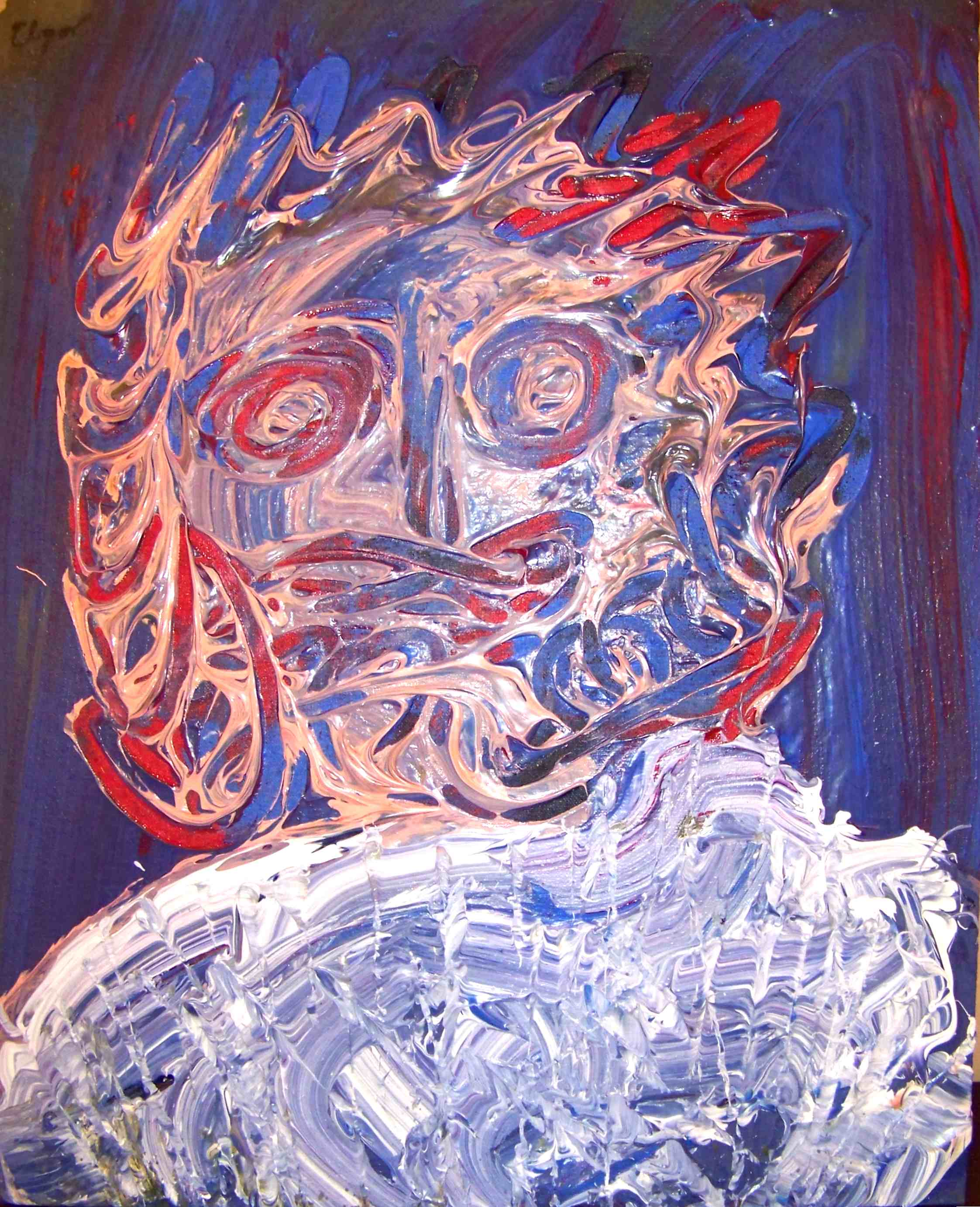
Eliseo Garza Aguilar (Elgar). Sin título. Acrílico sobre lienzo. 2009. En la Colección Mario Alberto Cuevas Rocha, Riad, Arabia Saudita.